# Cynomorium

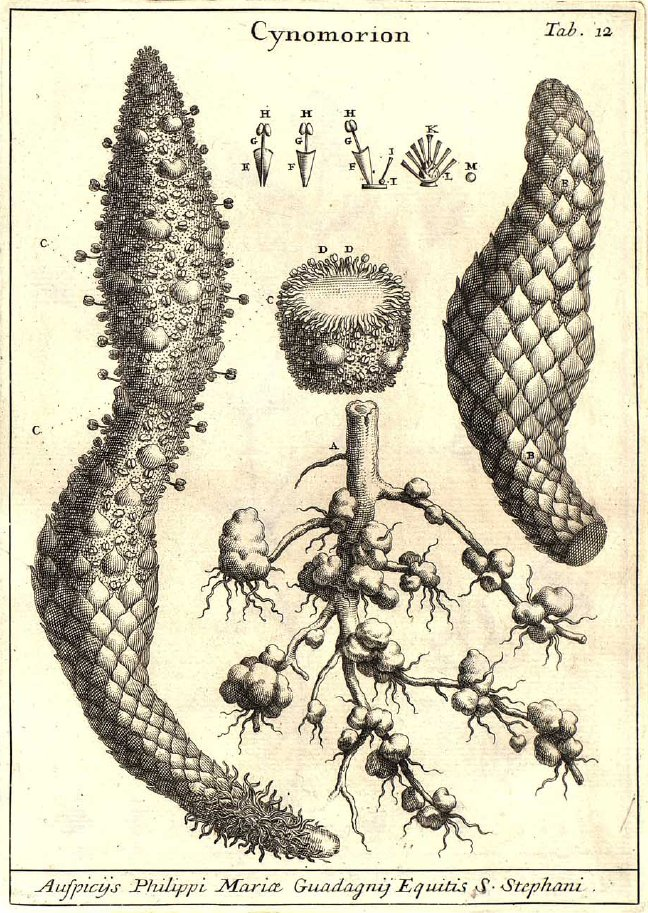
Illustration des Malteserschwamms (Cynomorium coccineum) aus Nova plantarum genera von Micheli (1729)

Cynomorium ist die einzige Pflanzengattung der Familie der Malteserschwammgewächse. Es sind Vollschmarotzer (Holoparasiten).

## Beschreibung
Die Cynomorium-Arten sind ausdauernde krautige Pflanzen, die Wuchshöhen bis zu 30 cm erreichen.
Es sind rötlichbraune Pflanzen ohne Chlorophyll. Cynomorium-Arten parasitieren als Vollschmarotzer (Holoparasiten) mit kurzen historischen Anhängseln mit Xylem- und Phloemanschluss an den Wurzeln salztoleranter Pflanzen (Halophyten): Die Hauptwirtspflanzen sind bei Cynomorium coccineum Atriplex-Arten und bei Cynomorium songaricum Nitraria sibirica, Reaumuria-Arten, Salsola-Arten und Tamarix-Arten. Es ist kein sekundäres Dickenwachstum vorhanden. Sie besitzen unterirdische, verzweigte, bräunliche Rhizome als Überdauerungsorgane. Die aufrechten, unverzweigten Stängel sind fleischig. Die wechselständig und spiralig am Stängel angeordneten Blätter sind zu dreieckigen bis lanzettlichen Schuppen reduziert.
Cynomorium-Arten sind einhäusig (monözisch). Der endständige, ährige oder kopfige Blütenstand ist braunrot. Die Einzelblüten stehen in den Achseln von dreieckigen, schuppenförmigen Hochblättern. Die meist eingeschlechtigen, selten zwittrigen, kleinen Blüten sind scharlachrot. Die meist drei bis vier (ein bis acht) Blütenhüllblätter sind zu lappigen Anhängseln reduziert und sind frei bis verwachsen. Bei weiblichen Blüten fehlen manchmal die Blütenhüllblätter. Die männlichen Blüten besitzen nur ein Staubblatt und einen rudimentären Fruchtknoten. Zwei Fruchtblätter sind zu einem unterständigen, hängenden Fruchtknoten verwachsen; er enthält nur eine Samenanlage.
Die kleine, kugelige Nussfrucht enthält nur einen Samen.

## Name und botanische Geschichte

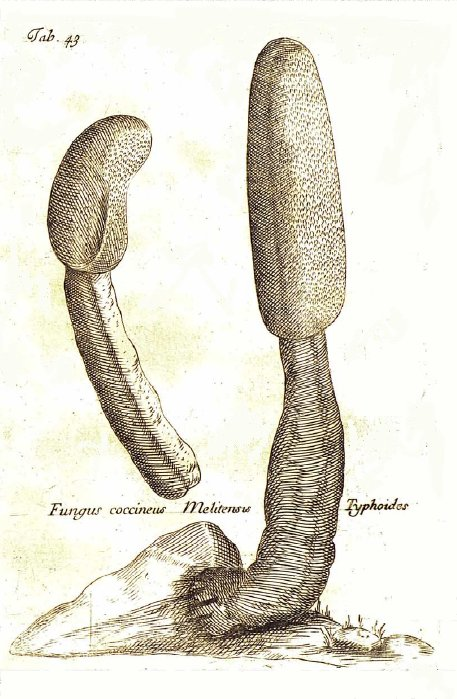
Malteserschwamm, Illustration bei Boccone (1674)

Der wissenschaftliche Gattungsname wurde im Jahr 1729 von Pier Antonio Micheli in seinem Buch Nova plantarum genera aufgestellt. Die dort benutzte Schreibweise Cynomorion lässt die griechische Herkunft des Wortes erkennen (kynomorion = Hundepenis). Carl von Linné änderte den Namen in seiner Materia medica (1749) dann in Cynomorium ab. Vor dem 18. Jahrhundert hielt man die Pflanze meist für einen Pilz. Paolo Boccone beispielsweise bezeichnete sie als Fungus Typhoides coccineus Melitensis, also als „rohrkolbenähnlichen, scharlachroten Pilz aus Malta“.
Trivialnamen sind Hundsrute und Hundskolben.

## Systematik und Verbreitung
Die systematische Zugehörigkeit der Familie zu den Saxifragales wurde erst 2016 durch molekulare Daten geklärt. Bis dahin wurden sie in der Systematik der Angiosperm Phylogeny Group 2009 keiner Ordnung zugewiesen.
Die Familie Cynomoriaceae besteht – je nach Auffassung – aus einer Gattung mit zwei Arten oder aus einer Art mit zwei Unterarten. Ihr Areal erstreckt sich kontinuierlich vom westlichen China bis zu den Kanarischen Inseln (vgl. Verbreitungskarte auf Grund von Herbar-Aufsammlungen bei Cusimano und Renner, 2019).
- Malteserschwamm (Cynomorium coccineum L.)
- Cynomorium songaricum Ruprecht (Syn.: Cynomorium coccineum subsp. soongaricum (Rupr.) J.Léonard[4]), ist im südwestlichen und zentralen Asien beheimatet. Das Areal erstreckt sich vom Iran über Afghanistan bis zur Mongolei und in die chinesischen Provinzen Gansu, Nei Mongol, Ningxia, Qinghai, Shaanxi, Xinjiang. Cynomorium songaricum gedeiht am Rand stehender, manchmal nur temporärer, und fließender Gewässer in Wüsten. In China gedeiht Cynomorium songaricum in Höhenlagen zwischen 500 und 700 Metern.

## Nutzung
Beide Arten werden medizinisch genutzt.
Cynomorium songaricum wird unter dem Namen „suǒ yáng“ (鎖陽/锁阳) in der chinesischen Medizin verwendet.
Der Malteserschwamm (Cynomorium coccineum) wird manchmal als Substituent für die andere Art verwendet.